# Hope and Penicillin
Hope and Penicillin – długogrający album studyjny zespołu Lombard, który jest anglojęzyczną wersją płyty Szara maść. Nagrania dokonano w Studio Polskiego Radia „Giełda” w Poznaniu. Realizacja: Ryszard Gloger i Andrzej Bąk. Projekt graficzny i foto: Jacek Gulczyński. Teksty Jacka Skubikowskiego zostały przetłumaczone przez Thomasa Wachtela.

## Lista utworów
Strona A
1. „Pecemaker” (muz. Grzegorz Stróżniak, sł. Jacek Skubikowski, tł. Thomas Wachtel) – 4:55
2. „Seal Beach” (muz. Zbigniew Foryś, sł. Jacek Skubikowski, tł. Thomas Wachtel) – 4:45
3. „Shadow People” (muz. Grzegorz Stróżniak, sł. Jacek Skubikowski, tł. Thomas Wachtel) – 5:00
4. „DNA and You” (muz. Piotr Zander, sł. Jacek Skubikowski, tł. Thomas Wachtel) – 3:10

Strona B
1. „Splendid Isolation” (muz. Grzegorz Stróżniak, sł. Jacek Skubikowski, tł. Thomas Wachtel) – 6:25
2. „Proper Goose Proper Gander” (muz. Grzegorz Stróżniak, sł. Jacek Skubikowski, tł. Thomas Wachtel) – 4:00
3. „Hope and Penicilin” (muz. Grzegorz Stróżniak, sł. Jacek Skubikowski, tł. Thomas Wachtel) – 4:40
4. „ECG” (muz. Grzegorz Stróżniak) – 4:50

## Muzycy
- Małgorzata Ostrowska – śpiew
- Grzegorz Stróżniak – śpiew, instrumenty klawiszowe
- Zbigniew Foryś – instrumenty klawiszowe
- Piotr Zander – gitara
- Włodzimierz Kempf – perkusja